# Аптера
Археологи вважають, що Аптера (грец. Άπτερα)  була заснована в VIII—VII ст. до н. е., проте, перші згадки про місто зустрічаються  на глиняних дощечках Кносського палацу  з Лінійним Листом Б (XIV—XIII ст. до н. е.), що дозволяє робити припущення про існування міста з мінойського періоду. Про нього, як про великий торговий центр, пізніше писали Пліній і Птолемей.

## Історія
За переказами, назва міста («Аптера» означає «безкрилі») пов'язане з легендою про Сирен (грец. Σειρήνες) — крилаті істоти з чудовими голосами, що проживали в цьому місті. Одного разу між Сиренами на Музами виникла суперечка: хто з них краще співає. Тоді сам бог мистецтва Аполлон оголосив серед них конкурс на кращий спів. Після напружених і численних змагань переможцями були визнані Музи. Солодкоголосі Сирени визнали це жахливою несправедливістю, від злості вирвали собі з крил все пір'я і втратили здатність літати, тобто стали «аптерас», що буквально перекладається як «безкрилі». Пір'я з їхніх крил впало в море і з них утворилися в затоці Суда  два островки — Левкес (Білі), що отримали свою назву через колір пір'я (сьогодні відомі як Нісі і Леон). Сирени перебралися на ці островки та почали своїм чарівним співом заманювати моряків, що пропливали поруч. А потім, перетворюючись в чудовиськ, роздирали їх на частини й пожирали. Це почало так сильно заважити судноплавству, що скарги на Сирен дійшли до всемогутнього Зевса. Тоді Зевс, відомий своїм крутим норовом, перемістив Сирен на самий віддалений північний острів Елліністичного світу, що тепер називається Тассос. Також Зевс наклав на Сирен закляття, що вони будуть жити до тих пір, поки хтось зі смертних не залишиться в живих, почувши їх спів. На Тассосі Сирени продовжували свою хижацьку справу, аж поки повз острів не пропливав, повертаючись на рідну Ітаку зі зруйнованої Трої, хитромудрий Одіссей (грец. Οδυσσέας). Попереджений про небезпеку чаклункою Кіркою (грец. Κίρκη — дочка бога Сонця Геліоса), Одіссей наказав міцно прив'язати його до щогли корабля, а всій команді залити вуха розтопленим воском. Так Одіссею вдалось, почувши спів Сирен, залишитись живим та покінчити з ними. Після того, як проплив корабель Одіссея, Сирени кинулися в море й перетворилися на скелі.
У VII столітті нашої ери місто було повністю зруйноване сильним землетрусом, а остаточно місто припинило своє існування після нападу сарацин в 823 році. При візантійцях в 1182 р. в центрі зруйнованого стародавнього міста був побудований монастир Святого Іоанна Богослова, який діяв до 1964 р., а нині став музеєм археології під відкритим небом.
Найвражаюча знахідка Аптери, що вціліла до нашого часу — величезна римська цистерна з дахом з трьох склепінь. Її розміри вражають: 24.7 x 18,5×8.2 м, вона вміщала 2900 кубічних метрів води (Фото 52). Серед археологів досі не вщухають суперечки про цю будову — чи це цистерна для води, чи зерносховище.
Поруч з руїнами міста розташовані османські укріплення XIX ст. - Фортеця Аптери, розташовані на північний схід.